# جون بول جونز (موسيقي)
جون بالدوين (بالإنجليزية: John Baldwin) معروف أكثر باسمه الفني جون بول جونز (بالإنجليزية: John Paul Jones) هو عازف إنجليزي متعدد الآلات، كاتب أغاني، ملحن، موزع ومنتج ألبومات. معروف أكثر كعازف غيتار البيس وعازف الإيقاع ومشارك في كتابة الأغاني لفرقة الروك الإنجليزية ليد زبلين، منذ ذلك الحين طوّر جونز سيرة منفردة. يعزف جونز أيضاً على الأورغان، الغيتار، الكوتو، غيتار اللاب ستيل، مندولين، الاوتوهارب، الكمان، اليوكوليلي، السيتار، التشيلو، الكونتينيوم والأجزاء الثلاثة التي تم إدخالها من الريكوردر في أغنية ليد زبلين ستيرواي تو هيفن

## روابط خارجية
- جون بول جونز على موقع IMDb (الإنجليزية)
- جون بول جونز على موقع الموسوعة البريطانية (الإنجليزية)
- جون بول جونز على موقع ميوزك برينز (الإنجليزية)
- جون بول جونز على موقع رولينغ ستون (الإنجليزية)
- جون بول جونز على موقع قاعدة بيانات برودواي على الإنترنت (الإنجليزية)
- جون بول جونز على موقع إن إن دي بي (الإنجليزية)
- جون بول جونز على موقع أول ميوزيك (الإنجليزية)
- جون بول جونز على موقع ديسكوغز (الإنجليزية)
- جون بول جونز على موقع ديسكوغز (الإنجليزية)
- جون بول جونز على موقع ديسكوغز (الإنجليزية)